# Stenocaris pontica
Stenocaris pontica är en kräftdjursart som beskrevs av Claude Chappuis och Serban 1953. Stenocaris pontica ingår i släktet Stenocaris och familjen Canthocamptidae. Inga underarter finns listade i Catalogue of Life.